# أيل كورسيكي أحمر
الأيل الكورسيكي الأحمرالمعروفة اختصارا باسم الكورسيكية أو أيل سردينيا، وهو نوع فرعي من الأيائل الحمراء المستوطنة في جزر البحر الأبيض المتوسط من سردينيا، إيطاليا وكورسيكا وفرنسا.

## الخصائص
- الأيائل الكورسيكية أصغر من معظم السلالات 16 من الأيائل الحمراء ،و ساقيه القصيرتين (ربما على هي أفضل لتسلق الجبال الجانبية) ولها أطول ذيل وقرون أيضا مبسطة وأقصر وعادة أقل من 80 سم في الطول.
- المعطف البني ،متوسط العمر المتوقع هو 13-14 سنة. الذكور تصل على ارتفاع 86-110 سم ويبلغ وزنه 100-110 كجم بينما الإناث قياس 80-90 سم ووزن 80 كلغ.

## التكاثر
- وهي من السلالات التي تصل إلى مرحلة النضج الجنسي في 2 سنة من العمر. التزاوج يستمر من أغسطس-نوفمبر. ويمكن أن ينطوي على معارك مميتة. وذكر مهيمن يؤمن في النهاية أكثر من الإناث الناضجة، وعادة أكثر من عشرة في المائة من الذكور.

يأخد الحمل من أيار / مايو إلى تموز / يوليو وتخفي الإناث نفسها في الغطاء الناباتي الكثيف وعادة تحدث ولادة واحدة لكل واحدة من الإناث. أما الذكور فتهم بمغادرة المجموعة بعد فترة الإنجاب.

## التوزيع
- الأيل الأحمر الكورسيكي هي من الحيوانات المدخلة وعاش على بعض الجزر ما يقارب 8000 عام ،اليوم هو يولد طبيعيا في حظيرة كورس الإقليمية التي تغطي ما يقرب من 40 في المائة من مساحة الجزيرة، ويعيش أيضا في البرية في المحميات على كل من الجزر.

## حالة الحفظ
- السلالة تأخد اسم كورسيكا، في أوائل عام 1970 كانت حماية الحيوانات أقل وكان عدد الأيائل الحمراء يصل إلى 250 موجودة في سردينيا لذلك تم وضع خطط لإعادة إدخاله لجزيرة كورسيكا.

بدأت تربية الأسر في الجزيرة في عام 1985 وارتفع العدد من 13 إلى 186 أيل أسير حتى وصلت إلى 1000 أيل واعتبارا من عام 2007، فإن عدد أيائل كورسيكا كان حوالي 1000 التي ولذلك فقد خفضت أعدادها لضمان التوازن.